# 南桜公園
南桜公園（なんおうこうえん）は、東京都港区西新橋二丁目にある公園である。

## 概要
南桜公園は、江戸時代末期には老中堀田正睦の屋敷、明治から平成までは隣接地に小学校（現在の港区立御成門小学校）があった場所で、関東大震災からの復興事業により公園として開設された。開園当初は東京都管理の公園だったが、1950年（昭和25年）に港区に移管された。

## 植栽
ウメ、サクラ、ハナミズキ、キンモクセイ、モミジ、など

## アクセス
- 内幸町駅から徒歩3分。
- 新橋駅から徒歩8分。
- 虎ノ門駅から徒歩6分。